# Matthaios Asanes Kantakuzenos

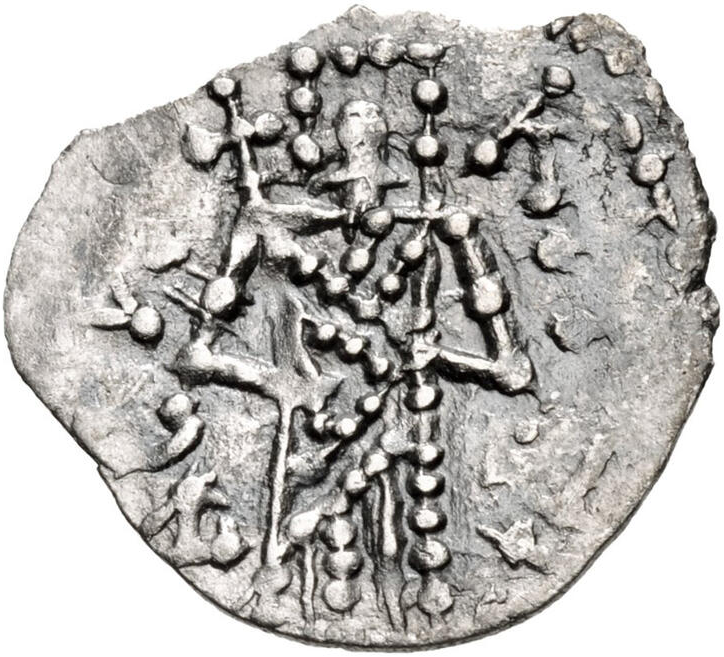
Halbbasilikon des Matthaios Kantakuzenos

Matthaios Asanes Kantakuzenos (mittelgriechisch Ματθαίος Ἀσάνης Καντακουζηνός, * ca. 1325; † 1391) war byzantinischer Kaiser von 1353 bis 1357 und Despot von Morea von 1380 bis 1383.

## Familie
1341 heiratete Matthaios in Thessaloniki Irene Palaiologina, Tochter von Demetrios Palaiologos, die Cousine von Kaiser Andronikos III. Sie hatten fünf Kinder:
- Johannes Kantakuzenos, Despot
- Demetrios I. Kantakuzenos, Sebastokrator und Despot von Morea.
- Theodora
- Helena
- Maria

## Krieg in Thrakien
Matthaios Asanes Kantakuzenos war der älteste Sohn von Kaiser Johannes VI. Kantakuzenos und Irene Asanina, einer Enkeltochter des bulgarischen Zaren Iwan Assen III. aus dem Hause Assen (auch Asanes genannt, woher sein erster Beiname stammt). 1343 wurde er Militärbefehlshaber in Thrakien und erhielt 1347 den Auftrag, von Adrianopel aus große Teile Thrakiens zwischen Didymoteichos und Christopolis zu verwalten (Thema Makedonia). Von dort führte Matthaios Kantakuzenos verschiedene Feldzüge gegen Serbien. Sein jüngerer Bruder Manuel Kantakuzenos wurde 1348 Despot von Morea. Als sich sein Vater Johannes VI. am 21. Mai 1346 in Adrianopel zum Kaiser krönen ließ, machte er Matthaios nicht zu seinem Mitkaiser, sondern behielt diese Position Johannes V. Palaiologos, dem vierzehnjährigen Sohn Andronikos’ III. und legitimen Thronerben vor. Matthaios wurde der Ranghöchste nach dem Kaiser, jedoch ohne einen entsprechenden Titel.
1342 hatten radikale Revolutionäre, die Zeloten, in Thessaloniki eine autonome Stadtrepublik errichtet. Sie hatten Johannes V. unterstützt und sich geweigert, Anweisungen aus Konstantinopel zu befolgen. Ende 1349 brach ihre Herrschaft zusammen. Der Anführer, Andreas Palaiologos, floh zu den Mönchen auf dem Heiligen Berg Athos.
Um die Situation in den wenigen, dem Reich noch verbliebenen Gebieten zu festigen, schickte Johannes Kantakuzenos Matthaios mit starken Kräften, darunter auch 20.000 Reiter, die Johannes’ Schwiegersohn der osmanischen Sultan Orhan I. zur Verfügung gestellt hatte, nach Thessaloniki. Der Kaiser selbst und sein Mitkaiser Johannes V. folgten den Truppen auf dem Seeweg. Feierlich zogen die beiden Kaiser im Herbst 1350 in Thessaloniki ein. Auch Gregorios Palamas, der Protagonist der Hesychasten und designierter Erzbischof von Thessaloniki, der bis zu diesem Zeitpunkt von den Zeloten am Betreten der Stadt gehindert worden war, konnte sein Amt jetzt antreten.
Im Mai 1352 forderte Johannes V. in Konstantinopel seinen Anteil an der Macht ein. Johannes Kantakuzenos wies ihm Gebiete in Thrakien zu, die jedoch auch die Stadt Didymoteichos und den überwiegenden Teil des Gebietes, das er bereits Matthaios zugeteilt hatte, mit einschlossen. Matthaios legte dagegen Widerspruch ein.
Im Sommer 1352 begann Johannes V., vielleicht um einem Angriff zuvorzukommen, einen Bürgerkrieg. Er überschritt die Grenze zu dem von Matthaios verwalteten Gebiet und belagerte im Herbst 1352 Adrianopel. Kaiser Johannes Kantakuzenos kam Matthaios mit türkischen Truppen unter der Führung von Sultan Orhans ältestem Sohn Suleiman Pascha zu Hilfe, während Johannes V. von 4 000 serbischen Reitern unterstützt wurde, die Stefan Dušan bereitstellte. Johannes V. gelang es jedoch nicht, Adrianopel einzunehmen. Er ließ sein Gebiet von den Soldaten Suleimans plündern.

## Mitkaiser
Im April 1353 setzte Johannes VI. Kantakuzenos Johannes V. Palaiologos ab, ließ ihn festnehmen und auf die Insel Tenedos verbannen. Matthaios wurde zum Mitkaiser ernannt. Der Patriarch von Konstantinopel Kallistos I., der sich weigerte, Matthaios und seine Ehefrau Irene Palaiologina zu krönen, wurde durch Philotheus Kokkinos ersetzt, der im Februar 1354 die Krönung vornahm. Im November 1354 kehrte Johannes V. aus dem Exil nach Konstantinopel zurück. Es kam zum offenen Krieg. Johannes V. nötigte seinen Schwiegervater Johannes VI. im Dezember 1354 zur Abdankung. In Thrakien setzte Matthaios den Kampf noch bis 1357 fort. Im Februar 1357 wurde er von dem serbischen Woiwoden Vojihna gefangen genommen, an seinen Rivalen Johannes V. ausgeliefert und im Dezember 1357 zur Abdankung gezwungen.
Dass Johannes Kantakuzenos trotz seiner Loyalität zu Johannes V., dem legitimen Thronerben, das Ziel verfolgte, seine eigene Dynastie zu etablieren, wird in der Art und Weise deutlich, in der er Matthaios Kantakuzenos mit dem Tomos des Konzils von 1351 verband.

## Despotat Morea
Matthaios begab sich 1361 an den Hof seines Bruders, des Despoten der Morea, Manuel Kantakuzenos, und unterstützte diesen bei der Verwaltung des Despotats. Nach dem Tod Manuels 1380 regierte er die Morea bis zur Ernennung des neuen Despoten Theodor I. Palaiologos 1381 und bis zu dessen Ankunft 1383. Vor der vollständigen Übergabe der Macht an die Palaiologen erklärte Matthaios Kantakuzenos seinen Rücktritt und übergab die Regierungsgewalt an seinen Sohn Demetrios I. Kantakuzenos. 1383 zog er sich in ein Kloster zurück.

## Mönch und Autor
Matthaios Kantakuzenos war ein gebildeter Mann. Während seines Aufenthalts auf dem Berg Athos verfasste er verschiedene philosophische und religiöse Werke, hauptsächlich Kommentare zu den heiligen Schriften. Veröffentlicht wurden 1624 seine „Commentarii in Cantica Canticorum“ von Vincentius Richardus, wahrscheinlich war er auch der Verfasser des „Commentarius in Sapientiam Salomonis“.